# International Wrestling Revolution Group
International Wrestling Revolution Group (também chamado de Grupo Internacional Revolución) é uma promoção independente de Wrestling profissional com base no México. A IWRG tem os seus títulos e shows televisivos com o Consejo Mundial de Lucha Libre (CMLL). IWRG foi fundada em 1996 pelo promotor Adolfo Moreno, que atualmente é o dono da empresa.
A abreviação IWRG vem do nome da empresa em inglês, International Wrestling Revolution Group.
A IWRG atualmente tem eventos na Arena Naucalpan e Arena Neza, em Naucalpan. O título mais importante é o IWRG Intercontinental Heavyweight Championship.

## Títulos

### Ativos
| Título:                                         | Atual(is) campeão(ões):                        | Data da vitória:       |
| ----------------------------------------------- | ---------------------------------------------- | ---------------------- |
| IWRG Intercontinental Welterweight Championship | Fuerza Guerrera                                | 16 de novembro de 2008 |
| IWRG Intercontinental Lightweight Championship  | Freelance                                      | 29 de maio de 2008     |
| IWRG Intercontinental Tag Team Championship     | El Hijo del Cien Caras e Mascara Año 2000, Jr. | 31 de maio de 2007     |
| IWRG Intercontinental Trios Championship        | Los Oficials (911, AK-47 II e Fierro)          | 28 de setembro de 2008 |

### Inativos
| Título:                                               | Último(s) campeão(ões): | Data da vitória:       |
| ----------------------------------------------------- | ----------------------- | ---------------------- |
| IWRG Intercontinental Heavyweight Championship        | Canek                   | 5 de maio de 2006      |
| IWRG Intercontinental Middleweight Championship       | Negro Casas             | 1 de novembro de 2007  |
| IWRG Intercontinental Super Welterweight Championship | Místico                 | 19 de novembro de 2006 |
| IWRG Intercontinental Women's Championship            | La Amapola              | 2005                   |

### Outros títulos usados pela IWRG
| Título:                             | Atual(is) campeão(ões):                  | Data da vitória:      |
| ----------------------------------- | ---------------------------------------- | --------------------- |
| Distrito Federal Trios Championship | Black Terry, Cerebro Negro e Dr. Cerebro | 7 de dezembro de 2008 |